# 유음 (교동경왕)
교동경왕 유음(膠東頃王 劉音, ? ~ 기원전 29년)은 중국 전한의 제후왕으로, 교동왕이다. 교동대왕 유통평의 아들이다.
교동대왕 24년(기원전 83년)에 아버지가 죽자 교동왕을 계승했다. 교동경왕 54년(기원전 29년)에 죽어 아들 교동공왕 유수가 교동왕을 계승했다.

## 가계
- 교동대왕 유통평
  - 교동경왕 유음
    - 교동공왕 유수
    - 양석경후 유회
    - 석향양후 유리
    - 신성절후 유근
    - 상향후 유흡
    - 창향후 유헌
    - 경양후 유공
    - 악양후 유획
    - 평성희후 유읍
    - 밀향경후 유림
    - 악도양후 유흔[3]

양석경후 ~ 상향후는 영광 3년(기원전 41년) 3월에, 나머지는 건시 2년(기원전 31년) 정월에 봉해졌다.